# Associazione Sportiva Cosenza 1941-1942
Questa voce raccoglie le informazioni riguardanti l'Associazione Sportiva Cosenza nelle competizioni ufficiali della stagione 1941-1942.

## Rosa
| N. |                   | Ruolo | Calciatore            |
| -- | ----------------- | ----- | --------------------- |
|    | Italia (bandiera) | D     | Mario Abate           |
|    | Italia (bandiera) | D     | Luigi Barbarello      |
|    | Italia (bandiera) | A     | Walter Berti          |
|    | Italia (bandiera) | D     | P. Biallo             |
|    | Italia (bandiera) | C     | P. Bruno              |
|    | Italia (bandiera) | A     | R. Bruno              |
|    | Italia (bandiera) | A     | Alfredo Capone        |
|    | Italia (bandiera) | C     | Mario Caroldi         |
|    | Italia (bandiera) | A     | Marcelliano Cattarin  |
|    | Italia (bandiera) | C     | Renzo Cinti           |
|    | Italia (bandiera) | C     | Francesco Del Morgine |

| N. |                   | Ruolo | Calciatore         |
| -- | ----------------- | ----- | ------------------ |
|    | Italia (bandiera) | P     | B. Funari          |
|    | Italia (bandiera) | C     | Giuseppe Gualtieri |
|    | Italia (bandiera) | D     | Leonardo Lorenzon  |
|    | Italia (bandiera) | C     | Pasquale Laviola   |
|    | Italia (bandiera) | A     | Ugo Mamberti       |
|    | Italia (bandiera) | P     | Massimo Mari       |
|    | Italia (bandiera) | P     | Spartaco Pancaldi  |
|    | Italia (bandiera) | C     | Attilio Sudati     |
|    | Italia (bandiera) | C     | Natale Surra       |
|    | Italia (bandiera) | A     | R. Trombino        |
|    | Italia (bandiera) | D     | Renato Vignolini   |